# (2884) Reddish
(2884) Reddish (1981 ES22; 1929 TE; 1956 RX; 1973 SB4; 1973 UC3; 1975 CD; 1975 EP; 1978 PM2; 1978 SB4; 1979 YO3) ist ein ungefähr 22 Kilometer großer Asteroid des äußeren Hauptgürtels, der am 2. März 1981 vom US-amerikanischen Astronomen Schelte John Bus am Siding-Spring-Observatorium in der Nähe von Coonabarabran, New South Wales in Australien (IAU-Code 260) entdeckt wurde. Er gehört zur Themis-Familie, einer Gruppe von Asteroiden, die nach (24) Themis benannt ist.

## Benennung
(2884) Reddish wurde nach dem Astronomen Vincent Cartledge Reddish benannt, der von 1975 bis 1980 Astronomer Royal for Scotland war. Als Astronom war er am Royal Observatory Edinburgh (IAU-Code 277) tätig. Die Benennung wurde vom Astronomen John Alan Dawe vorgenommen.